# Qaraçala
Qaraçala är en ort i Azerbajdzjan.   Den ligger i distriktet Saljan, i den sydöstra delen av landet, 100 km sydväst om huvudstaden Baku. Antalet invånare är 4 211.
Terrängen runt Qaraçala är platt. Närmaste större samhälle är Şirvan, 13,5 km norr om Qaraçala.
Trakten runt Qaraçala består till största delen av jordbruksmark. Runt Qaraçala är det ganska tätbefolkat, med 80 invånare per kvadratkilometer.